# Associació de Sant Tomàs Pro-Persones amb Retard Mental d'Osona (PARMO)

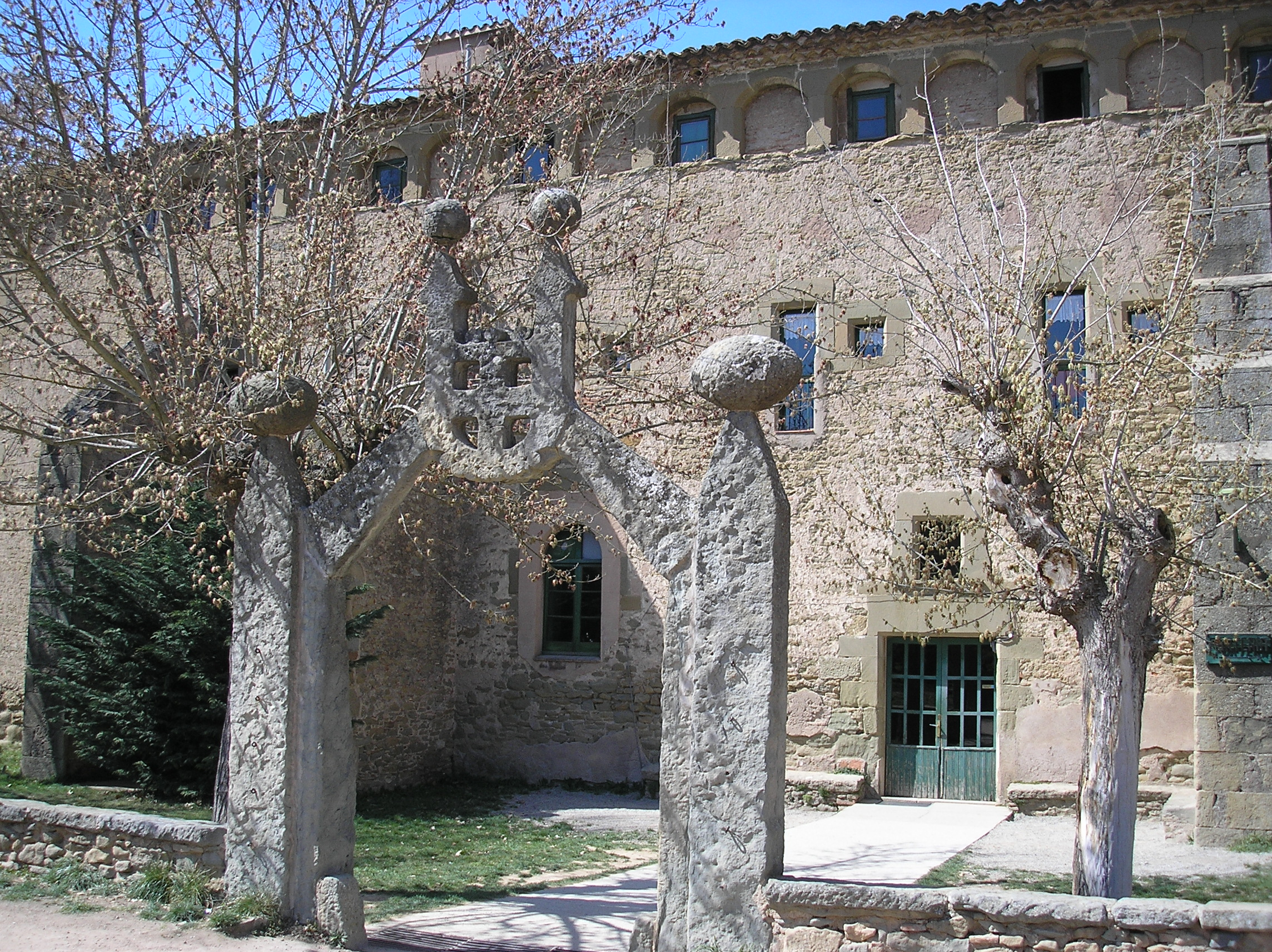
Sant Tomàs de Riudeperes

L'Associació de Sant Tomàs Pro-Persones amb Retard Mental d'Osona (PARMO) és una associació d'Osona que treballa per millorar la qualitat de vida de les persones amb discapacitat intel·lectual i del desenvolupament (DID) de la comarca i els seus familiars. El Govern de Catalunya li va concedir la Creu de Sant Jordi el 2013. Va ser fundada oficialment el 6 de desembre del 1966, i va començar les seves activitats de serveis el 1967, amb la formació de la primera junta directiva i la posada en funcionament d'una escola d'educació especial, el Centre de Pedagogia Terapèutica Escola l'Estel. El principal precusor de l'associació va ser Màrius Casany Molas, el primer fill del qual va néixer amb discapacitat intel·lectual. Com explica Màrius Casany en una entrevista radiofònica, en aquells anys les persones amb DID estaven oblidades i fins i tot amagades, i les famílies tenien un sentiment de culpabilitat. Per acabar amb aquells situació i, per recomanació del metge Lluís Folch Camarasa va promoure la creació d'una associació per inicialment poder portar a l'escola les persones DID a la comarca d'Osona. Era un petit gra de mostassa, amb els anys l'associació Sant Tomàs ha crescut oferint servies a les persones amb DID, des de la infantesa amb els serveis d'estimul·lació precoç, fins a la vellesa amb la residència.
L'any 2016 la Junta directiva de Sant Tomàs va intentar un canvi jurídic a l'entitat, la de transformar l'associació en una fundació. La Coordinadora de Famílies de Sant Tomàs s'hi va oposar a través de la campanya "Salvem l'Associació Sant Tomàs". La Junta directiva i la Coordinadora de Famílies van arribar finalment a un acord, a través del qual es creava una nova fundació, però sense que desaparegués l'assocació. Acord que va ser ratificat per àmplia majoria a l'assemblea de l'entitat del 22 de juny de 2016.
És una entitat sense ànim de lucre, declarada d'utilitat pública, no governamental i no confessional, que col·labora amb les administracions i institucions públiques i privades per millorar la qualitat de vida de les persones amb discapacitat intel·lectual o amb dificultats en el desenvolupament i les seves famílies a la comarca d'Osona. Per aconseguir-ho, presta serveis corresponents a totes les etapes de vida de les persones. És titular del Centre de Desenvolupament i Atenció Precoç Tris Tras, l'escola Estel i el Centre de formació i inserció laboral EINA, ubicats totes tres a Vic. També disposa del servei de Centre Ocupacional amb seus a Calldetenes, Manlleu, Vic i Tona, el Centre Especial de Treball Tac Osona, el servei d’habitatge Clarella, la residència Riudeperes, el servei de suport familiar servei de RESPIR i el Club d’esport i lleure CLUB CAR.